# رينيه إيفان غارسيا
رينيه إيفان غارسيا (بالإسبانية: René Iván García)‏ هو لاعب كرة قدم مكسيكي، ولد في 29 أغسطس 1989. لعب مع سيمارونس دي سونورا ‏.
1. ↑   https://www.transfermarkt.com/transfermarkt/profil/spieler/203499. {{استشهاد ويب}}: |url= بحاجة لعنوان (مساعدة) والوسيط |title= غير موجود أو فارغ (من ويكي بيانات) (مساعدة)